# Guillaume de Salicet
Pour les articles homonymes, voir Saliceti.
Guillaume de Salicet (1210-1277), ou Guglielmo da Saliceto, dit aussi de Placentia, ou le Placentin, est un moine dominicain lombard du Moyen Âge, et le premier grand médecin-chirurgien d'Europe occidentale à réaliser l'union intime entre médecine hippocratique et pratique chirurgicale (remèdes et chirurgie vont ensemble).

## Biographie
Il nait en 1210 à Saliceto, frazione de la commune de Cadeo, dans l'actuelle province de Plaisance, en Émilie-Romagne.
Après son admission dans l'ordre des Dominicains, il enseigne et exerce la médecine à Vérone, puis à Bologne dont la réputation universitaire est en train de surpasser celle de la célèbre École de Salerne. Il pratique aussi à Pavie, Cremone, et Plaisance.
Son époque est celle où, en Italie du nord, le système hospitalier d'assistance commence à devenir un signe de prestige pour la cité elle-même. Les médecins et chirurgiens, mandatés par les autorités municipales, sont censés visiter les couvents et les hospices. Guillaume de Salicet est l'un des premiers à parcourir occasionnellement des hôpitaux, plus pour observer et examiner que pour traiter.
Il meurt en 1277 ou 1280 à Plaisance, où il est inhumé dans le cloître d'un couvent dominicain devenu la Basilique San Giovanni in Canale (it).
Ses œuvres sont écrites en « latin barbare »,.

## Travaux
Son œuvre majeure est chirurgicale : Cyrurgia. Il est aussi l'auteur d'un traité médical : Summa Practica appelé au Moyen Âge la Guglielmina.

### Cyrurgia
Il s'agit d'un ouvrage de chirurgie (version finale manuscrite en 1276), dédié à son fils.

#### Sources

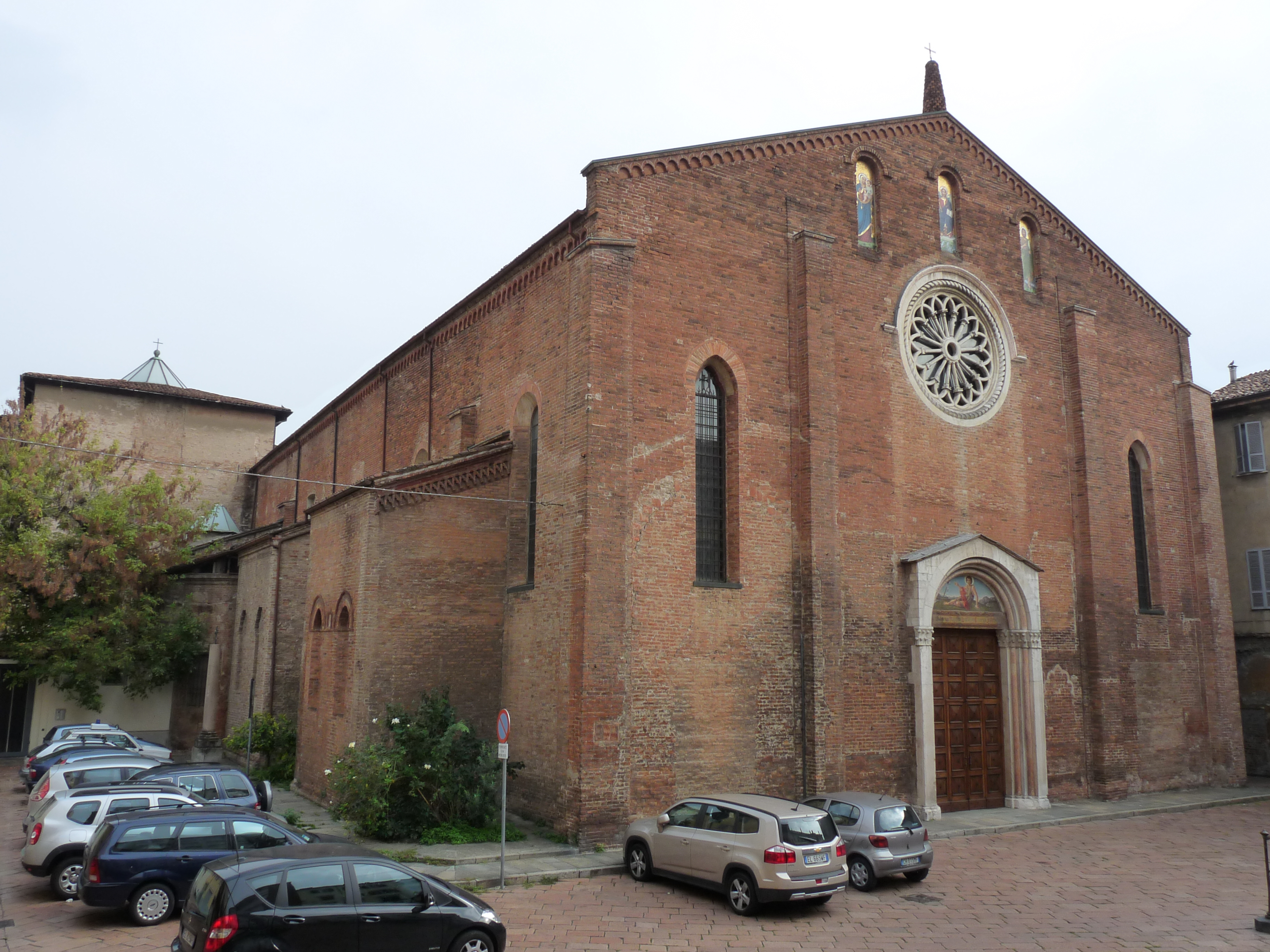
La basilique San Giovanni in Canale de Plaisance, en 2012. L'édifice a gardé des traces de son origine monastique du XIIIe siècle.

La nouvelle école chirurgicale d'Italie du nord reprend la tradition chirurgicale, d'origine gréco-arabe, de l'école de Salerne , à laquelle s'ajoutent de nouvelles sources dont des passages chirurgicaux du canon d'Avicenne, de Rhazès et de Galien, et surtout la chirurgie d'Albucassis (Al Tasrif).
Ce nouveau savoir est difficilement utilisable, car ces multiples traductions et compilations sont confuses, répétitives, avec des terminologies obscures. Aussi Guillaume de Salicet se situe dans une série de chirurgiens d'Italie du nord qui produisent de nouveaux textes chirurgicaux en latin, à visée didactique et en présentant leur expérience personnelle. Ces textes répondent à la demande et aux besoins de leur temps (développement urbain et économique, conflits armés, spécialisation des métiers).

#### Transmission
Au moins 22 manuscrits ont été répertoriés en 1965, mais plusieurs autres ont été retrouvés depuis.
Un exemplaire de Bologne, daté d'environ 1320, et longtemps détenu par la bibliothèque de l'abbaye Saint-Victor est décoré de dessins et de lettrines. Une miniature réaliste s'y trouve mettant en scène une leçon : le maitre est en chaire devant une longue table où se trouvent alignés de part et d'autre onze étudiants. Les cinq plus proches participent à la leçon, les trois suivants discutent entre eux, deux autres s'ennuient en regardant ailleurs, et le dernier dort dans son coin.
Les éditions imprimées en latin sont : Plaisance, 1476 ; Venise, 1490, 1502, 1546 ; Leipzig, 1495.
Traduction italienne médiévale : La ciroxia vulgarmente facta, Venise 1474.
Traduction française médiévale : Nicolas Prévot, Lyon, 1492, Paris, 1506 et 1595, sous le titre La Cyrurgie de M. Guillaume de Salicet, dit de Placentia .
En français moderne : P. Pifteau, Toulouse, 1898, sous le titre La Chirurgie de Guillaume de Salicet achevée en 1275.

#### Contenu
Guillaume de Salicet insiste sur l'aspect rationnel de la chirurgie, il la conçoit au delà de son étymologie (littéralement « action de la main » ou opération manuelle ), la chirurgie est une scientia, une science qui fait partie de la médecine, une science digne de studium académique.
La Cyrurgia de Salicet se compose de cinq livres (dans les trois premiers livres, les affections sont classées de la tête aux pieds) :
1. Les maladies d'origine interne qui se manifestent à l'extérieur du corps, comme les tumeurs et abcès (aposthèmes), les calculs de vessie, les hernies...
2. Les blessures et contusions.
3. Les fractures et luxations.
4. Anatomie.
5. Cautères, instruments et remèdes.

Cette Cyrurgia est le premier texte de chirurgie médiévale occidentale qui consacre un chapitre à part à l'anatomie. Cependant, il s'agit d'un texte court, où l'anatomie n'est pas étudiée pour elle-même, mais jugée utile et résumée pour la réussite de l'action chirurgicale. L'idée que la connaissance anatomique détaillée est noble en soi car il s'agit de l'œuvre du Créateur n'apparaitra qu'à la génération suivante avec Mondino de' Liuzzi (1275-1326).
Ce chapitre sur l'anatomie est en quelque sorte la conclusion des trois premiers livres où l'action chirurgicale est décrite en tenant compte des structures anatomiques. Guillaume de Salicet inaugure l'anatomie topographique ou chirurgicale, c'est-à-dire l'anatomie décrivant les structures telles qu'elles se présentent sous la main du chirurgien au fur et à mesure de l'intervention. Il est dit que les nerfs qui prennent leur origine du cerveau et de la nuque servent aux mouvements volontaires, et que ceux qui partent d'ailleurs sont destinés aux mouvements naturels et vitaux.

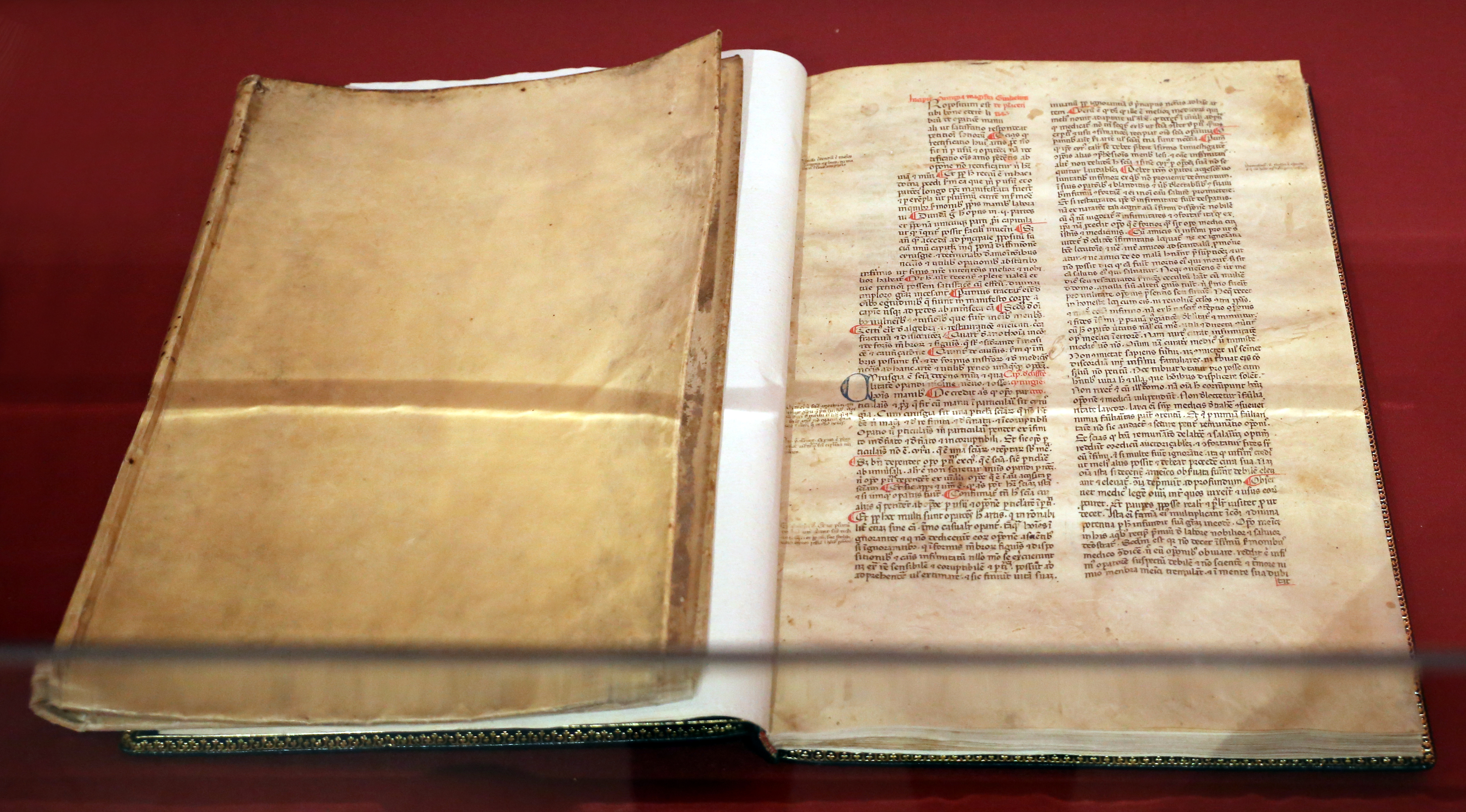
pratica seu summ... de chirurgia de Guillaume de Salicet, manuscrit du XIVe siècle.

L'auteur met en garde les étudiants contre le danger opératoire de certaines zones. Par exemple, avant d'opérer des blessures du cou (gorge ou nuque), il faut connaitre la situation des vaisseaux, de la trachée, de l'œsophage et de la moelle spinale,.
L'auteur préfère le bistouri au fer rouge. Représentant de l'école bolonaise de son temps, il s'oppose à la suppuration par le lavage et les pansements au vin, ce qui a été considéré comme une préfiguration de l'antisepsie, interprétation jugée anachronique par des historiens plus modernes.
Dans sa Cyrurgia, il proclame fièrement avoir traité avec succès une plaie de l'abdomen avec extériorisation intestinale, ce qui était considéré comme mortel. Guillaume de Salicet lave les intestins avec du vin chaud, les remet en place et suture la plaie. Le blessé guérit et vécut longtemps, mais il semble que Salicet ait exagéré la gravité de la blessure.
Contrairement à ce qui se passera pour les textes chirurgicaux des générations suivantes, on ne trouve pas encore chez Salicet des attaques contre les médecins théoriciens jugés trop abstraits, ou contre les empiriques incompétents jugés dangereux. Tout au plus, Salicet met en garde les chirurgiens lettrés de discuter d'un cas en présence de « laïques » (de profanes en chirurgie) ; il déconseille aussi de devenir l'ami du patient car ça rend plus difficile une demande d'honoraires.

### Guglielmina
Il s'agit d'un ouvrage médical composé entre 1268 et 1275, appelé la Gugliemina par les médiévaux, et dont le titre exact est :
- Liber in scientia medicinali, et specialiter perfectus qui Summa conserviationis et curationis appellantur, abrégé en Summa Practica ou Pratica medica. Éditions imprimées : Plaisance, 1475 ; Venise, 1489 ; Leipzig, 1495.

Comme les anciens, l'auteur accorde une grande place au régime de vie et à l'alimentation. Sa devise est « Omnium vero natura operatrix est : medicus aut minister » ( La nature est l'universelle opératrice : mais le médecin est son ministre ! ).
Dans cet ouvrage, se trouve un chapitre consacré aux remèdes contraceptifs et abortifs. Guillaume de Salicet avertit que le sujet est contraire à la loi mais qu'il est médicalement nécessaire quand la grossesse est un danger pour la femme (grande faiblesse ou extrême jeunesse). Il suit les recettes d'Avicenne en se basant sur l'utilisation de sabine associée à d'autres plantes comme la scolopendre ; il introduit un nouveau terme mentastri qui signifie toute sorte de menthe sauvage pour pallier le fait que les textes classiques ne précisent pas le type exact de menthe. Il apporte une touche personnelle en précisant le dosage des ingrédients dans ses recettes.
Un autre chapitre est consacré aux poisons (empoisonnements et envenimations accidentelles). L'auteur traite des morsures de serpents, des toxiques minéraux, végétaux et animaux. Il signale l'existence de vetula venenosa ou pucelles venimeuses, femmes capable d'empoisonner autrui en se nourrissant de poison inoffensif pour elles. Ce chapitre a été détaché de l'œuvre et longtemps présenté comme un texte anonyme réuni à un traité des poisons de Pietro d'Abano (1250-1316) consacré aux empoisonnements criminels. Ce recyclage textuel ne serait pas d'ordre intellectuel, il répond à une  demande sociale, celle d'une angoisse des puissants désireux de se protéger des perfidies de leurs adversaires.

## Postérité

### Interprétations classiques
Guillaume de Salicet a été le maitre de Lanfranc de Milan (1250-1306) qui, exilé de sa ville natale, apporte à Paris cette nouvelle forme de littérature chirurgicale où scientia va de pair avec practica. C'est le point de départ de la tradition chirurgicale médiévale française représentée au XIVe siècle par Henri de Mondeville (1260-1320) puis par Guy de Chauliac (1300-1368). La renommée de Salicet tient à cette transmission qui permet aux chirurgiens médiévaux français de se rattacher à une tradition lettrée afin d'obtenir du mérite dans un nouveau cadre universitaire.
Pour Guy de Chauliac, Salicet est un valens homo (un homme de valeur, érudit et praticien habile), mais dont il critique le traitement des plaies, et l'utilisation de pommades et onguents compliqués faits de trop nombreux ingrédients.
Au XIXe et XXe siècles, les historiens mettent l'accent sur le caractère novateur de l'école chirurgicale bolonaise du XIIIe siècle, et en particulier de Guillaume de Salicet, l'un des premiers en Occident à présenter des « études de cas », à émettre des doutes par rapport à l'autorité, ou à proclamer l'union de la chirurgie à la médecin (le chirurgien doit être médecin).

### Évaluations modernes
Pour les historiens plus modernes, les cas personnels de Salicet sont des cas choisis et « sans doute enjolivés », où le maitre se met en valeur dans un but pédagogique (illustrer et confirmer une tradition chirurgicale),,. Salicet peut toutefois reconnaitre une erreur de pronostic quand elle est rattrapée par une action heureuse, les cas à issue défavorable restant celui d'autres chirurgiens, rivaux ou anonymes.
Salicet est capable de douter des auteurs antiques, mais de façon occasionnelle, par exemple il ne croit pas qu'on puisse extraire une dent uniquement par remèdes, ou qu'il faille opérer des nouveau-nés. Toutefois sa logique reste celle de l'aristotélisme, celle des universaux de la connaissance, où il s'agit de combiner une tradition chirurgicale (Albucasis et Paul d'Égine) avec une tradition médicale (Avicenne et Galien),.
Pour les historiens de la fin du XXe siècle, Salicet et la chirurgie médiévale en général sont moins étudiés en fonction « d'innovations » qu'il est difficile d'évaluer, mais plutôt dans un contexte épistémologique, celui du statut de la chirurgie comme savoir et pratique,. L'idée d'innovation ou de « progrès » était étrangère à Salicet qui estime que la chirurgie est déjà un art (Ars en latin) ou une scientia operative achevée.
Pour Salicet, la raison fait admettre que l'expérience est bien une confirmation de l'autorité ; il n'est pas dans son propos de procéder à une critique systématique ou une analyse comparative des sources. Si deux autorités diffèrent, la différence réside dans l'intention des deux auteurs (intentio auctoris), deux intentions qu'il s'agit de découvrir comme deux aspects d'une seule et même vérité. Aussi selon l'historienne Danielle Jacquart « il n'y a pas lieu de faire des chirurgiens médiévaux des champions de l'expérience ».

S'il y a innovation, elle se situe dans la volonté d'insérer la chirurgie dans un cadre certes médical mais qui reste scolastique. Cette recherche était vouée à l'échec, à cause de la lenteur des renouvellements du galénisme. Pour Danielle Jacquart : 
Avant de parvenir où les savoirs de part et d'autre [médicaux et chirurgicaux] seraient en mesure de s'accorder efficacement, les efforts pour réunir médecine et chirurgie sous la même enseigne relevaient probablement de l'utopie.
Il reste que l'œuvre de Guillaume de Salicet présente un tableau complet et vivant de l'activité quotidienne du chirurgien européen du XIIIe siècle, .